# Syberia 3
Syberia 3 ist ein Adventure des französischen Entwicklers und Publishers Anuman Interactive, das 2017 unter dem Label Microïds veröffentlicht wurde. Es stellt den dritten Teil der 2002 begonnenen Spielereihe Syberia dar, die vom belgischen Comiczeichner Benoît Sokal entworfen wurde und in der die US-amerikanische Anwältin Kate Walker Abenteuer in fiktiven Regionen im Norden Russlands erlebt.

## Handlung
Das Volk der Youkol lebt abgeschottet und im Einklang mit der Natur im arktischen Norden Russlands. Sie leben in Symbiose mit den Schneestraußen, riesigen, an das Klima angepassten Straußenvögeln, auf denen sie reiten und leben. Alle paar Jahrzehnte begeben sich die Schneestrauße eigeninitiativ auf einen Zug in die Provinz Yakhastan, um sich dort zu paaren, und die Youkol begleiten diese Reise. Der russischen Regierung sind die nicht zu kontrollierenden Youkol ein Dorn im Auge, und sie versucht, den Zug der Schneestrauße zu verhindern. Zu Beginn des Spiels finden die Youkol während eines Straußenzuges die bewusstlose Kate Walker am Wegesrand und retten sie vor dem Erfrieren. Nahe der an einem großen See gelegenen Hafenstadt Valsembor schlagen die Nomaden ihr Lager auf, da der Zug sie über den See führt, der in diesem Jahr aber ungewöhnlicherweise nicht gefroren ist. Sie liefern Kate sowie ihren durch einen Bombenangriff der Regierung schwer verletzten Anführer Kurk in einer am Rande der Stadt liegenden Klinik ab, deren Gründer ihnen wohlgesinnt ist. An dieser Stelle beginnt das Spiel für den Spieler.
Nachdem Kate genesen ist, entschließt sie sich, den Youkol bei ihrer Reise nach Yakhastan zu helfen. Hierfür muss sie zunächst mit Kurk aus der Klinik fliehen, die von einem militärischen Kommando eingenommen wird; anschließend gilt es, für den Straußenzug eine Überfahrt über den See zu organisieren und schließlich auf der Flucht vor den Regierungssoldaten einen Weg durch die strahlenverseuchte Stadt Baranour am anderen Seeufer zu finden.

## Spielprinzip und Technik
Die beiden Vorgängerspiele waren sogenannte 2.5D-Adventures, in denen aus Polygonen zusammengesetzte, dreidimensionale Figuren vor vorgerenderten, ebenfalls dreidimensionalen Kulissen agierten. Syberia 3 ist dem gegenüber ein reines 3D-Spiel, in dem die Spielumgebung von der zu Grunde liegenden Unity-Engine in Echtzeit berechnet wird. Das Spiel wird aus der Third-Person-Perspektive gesteuert. Mittels Tastatur oder Gamepad manövriert der Spieler Kate Walker durch die Spielwelt. Passiert sie Interaktionspunkte, sogenannte Hotspots, eröffnet sich dem Spieler die Möglichkeit, mit diesen zu interagieren. Kate Walker kann so Gegenstände untersuchen, aufnehmen und anderswo anwenden oder mit NPCs kommunizieren. Dialoge laufen im Multiple-Choice-Verfahren ab. Durch das Lösen von Rätseln schreitet die Handlung voran, und mit voranschreitender Handlung werden weitere Örtlichkeiten freigeschaltet.

## Produktionsnotizen
Die beiden ersten Teile der Serie, Syberia und Syberia 2, ebenfalls Schöpfungen von Benoît Sokal, wurden 2002 bzw. 2004 durch den französischen Entwickler und Publisher Microïds veröffentlicht. Noch 2006 hatte Sokal eine Fortsetzung abgelehnt mit der Begründung, die Geschichte sei für ihn abgeschlossen. Im April 2009 kündigte Microïds dennoch erstmals eine Fortsetzung der Serie unter Beteiligung Sokals an. Zum 1. Januar 2010 wurde Microïds durch Anuman Interactive aufgekauft, woraufhin das Projekt zunächst auf Eis gelegt wurde. Im August 2013 begannen die Arbeiten an Syberia 3, die Veröffentlichung wurde für 2015 avisiert. Nach mehreren Verschiebungen erschien das Spiel schließlich im April 2017. Zeitgleich mit der Veröffentlichung erschien eine sogenannte „Collector’s Edition“, die neben dem Spiel eine nach Kate Walker geformte PVC-Figur, einen Comic, ein Artbook, ein Poster und zwei Kunstdrucke enthielt.
Als Co-Autor wird Hugo Sokal geführt, der Sohn von Benoît. Komponist Inon Zur hatte bereits den Soundtrack zu Syberia 2 beigesteuert. Die deutschen Synchronsprecher aus Teil 1 und 2 wurden nicht erneut eingesetzt. Die einzigen beiden Charaktere, die bereits in den Vorgängerspielen vorkamen, sind die Protagonistin Kate Walker und der erst spät im Spiel auftauchende Sidekick Oscar, ein rein mechanischer Roboter („Automat“).
| Rolle       | deutscher Sprecher | englischer Sprecher | französischer Sprecher |
| ----------- | ------------------ | ------------------- | ---------------------- |
| Kate Walker | Janina Dietz       | Sharon Mann         | Francoise Cadol        |
| Oscar       | Karim El Kammouchi | Kevin T. Collins    | Hubert Drac            |
| Ayawaska    | Maria Böhme        | Samia Mounts        | Laurence Flahaut       |
| Kurk        | Felix Mayer        | Toby Fielding       | Emmanuel Rausenberger  |

In einem Interview mit dem Fachmagazin Adventure-Treff deutete Co-Autor und Game Designer Lucas Lagravette an, dass Anuman eine Fortsetzung des Spiels plane. Ein weiterer Teil der Syberia-Serie, The World Before, wurde im August 2019 angekündigt.

## Rezeption
Aus 33 aggregierten Wertungen erzielt Syberia 3 auf Metacritic einen Score von 51.
Das Fachmagazin Adventure-Treff stellte im Rahmen seiner umfangreichen Analyse heraus, dass die politische Konnotation in Syberia 3 nochmal deutlich über frühere Werke wie Amerzone, Paradise oder Sinking Island hinausgeht. Neben dem Leben in Einklang mit der Natur, das Sokal in all seinen Werken propagiert, bilden in Syberia 3 auch Rassismus (gegenüber dem fiktiven Volk der Youkol) und die Risiken der Kerntechnik prominente Themen der Spielhandlung. Das Magazin lobte die Spielwelt, Story, Charaktere und das generelle Gameplay, kritisierte aber lange Laufwege in einer „lebensarmen“ Spielewelt und die Steuerung als „verkorkst“, neben diversen weiteren technischen Unzulänglichkeiten. Die GameStar hob zwar eine gut nachvollziehbare Story und „spaßige und clevere“ Rätsel lobend hervor. Nach deutlicher Kritik an langen Ladezeiten, einer unzureichenden Lokalisierung und schlechter Kameraführung, folgte aber als abschließendes Urteil, das Spiel sei unfertig, schlecht optimiert und stellenweise richtig hässlich. In seinem Zustand bei Veröffentlichung wäre es „allenfalls beinharten, absolut schmerzbefreiten Genrefans zu empfehlen“.
Die englische Spielezeitschrift PC Gamer wertete bereits den Spielstart ohne jeglichen Einstieg und Erläuterung der Geschehnisse aus Teil 1 und 2 als negativ und kommentierte zum weiteren Spiel, es wirke „zäh, veraltet und überraschend hingeschludert“. Im Vergleich mit den „prachtvollen“ vorgerenderten Szenen der beiden Vorgänger sei die 3D-Grafik des dritten Teils „schlicht“ bis „geradezu häßlich“,
die Lokalisierung des französischen Originals (ins Englische) teilweise „sinnentstellend schlecht“.
Auch zu den Versionen für Konsole überwog die Kritik. Derselbe Redakteur, der schon für GameStar die Windows-Version bewertet hatte, ergänzte seine Kritik in der Videospiele-Zeitschrift GamePro mit dem Hinweis, er fühle sich durch „nervige Kamerasprünge, grottige Performance, miserable, oft unfreiwillig komische Sprachausgabe und hässliche Zwischensequenzen“ teils in die Ära der ersten PlayStation zurückversetzt. An der Story sei zwar nicht zu meckern, aber nicht alle Aufgaben wären logisch lösbar und auch bei den besseren, cleveren Puzzles hätte man unter der schlechten Spielsteuerung zu leiden.